# Barbro Andersson Öhrn
Barbro Christina Olofsdotter Andersson Öhrn, född 18 januari 1945 i Films församling i Uppsala län, är en svensk socialdemokratisk politiker.

## Politisk karriär
Barbro Andersson Öhrn var riksdagsledamot 1988–1991 (fram till 1989 som ersättare för Birgitta Dahl) och 1994–2002, invald i Uppsala läns valkrets. Hon var framför allt aktiv i näringsutskottet där hon var suppleant 1988–1991, ledamot från 1994 och vice ordförande 1998–2002. Hon var även suppleant i justitieutskottet, konstitutionsutskottet och skatteutskottet samt ledamot av krigsdelegationen.